# Southard Promontory
Die Southard Promontory ist eine 10 km lange und 3 km breite Halbinsel an der Foyn-Küste des westantarktischen Grahamlands. Sie liegt im nordwestlichen Abschnitt des Mill Inlet zwischen dem Breitfuß-Gletscher und dem Alberts-Gletscher. Sie wird begrenzt von steilen Felskliffs, die bis zu 1500 m aufragen und in ein schneebedecktes Plateau übergehen.
Luftaufnahmen des Gebiets entstanden bei der Ronne Antarctic Research Expedition (1946–1947). Zur selben Zeit nahm der Falkland Islands Dependencies Survey eine Vermessung vor. Das UK Antarctic Place-Names Committee benannte sie 1980 nach Rupert Barron Southard Jr. (1923–1999), unter anderem Leiter der Abteilung für Kartografie des United States Geological Survey von 1979 bis 1986.